# Rhabdoblatta mascifera
Rhabdoblatta mascifera es una especie de cucaracha del género Rhabdoblatta, familia Blaberidae, orden Blattodea. Fue descrita científicamente por Bey-Bienko en 1969.

## Descripción
Mide 32,4 milímetros de longitud. La hembra es un poco más grande que el macho y su frente es café oscura.

## Distribución
Se distribuye por China (Yunnan).